# Travis Turnbull
Travis Turnbull (* 7. Juli 1986 in Chesterfield, Missouri) ist ein US-amerikanisch-deutscher Eishockeyspieler, der seit Januar 2024 bei den Dresdner Eislöwen aus der DEL2 unter Vertrag steht und dort auf der Position des Centers bzw. rechten Flügelstürmers spielt. Zuvor absolvierte Turnbull zwischen 2005 und 2023 unter anderem 524 Spiele für die Düsseldorfer EG, den ERC Ingolstadt, die Kölner Haie, Iserlohn Roosters, Straubing Tigers und Schwenninger Wild Wings in der Deutschen Eishockey Liga (DEL). Mit dem ERC Ingolstadt gewann er im Jahr 2014 die Deutsche Meisterschaft. Sein Vater Perry Turnbull war ebenfalls professioneller Eishockeyspieler und absolvierte über 600 Spiele in der National Hockey League (NHL).

## Karriere
Turnbull begann seine Karriere bei den Sioux City Musketeers in der United States Hockey League (USHL) und wechselte danach für vier Jahre in die Central Collegiate Hockey Association (CCHA), wo er für die University of Michigan insgesamt 166 Spiele bestritt und in der Saison 2007/08 die Meisterschaft der CCHA in Form des Mason Cups gewann.

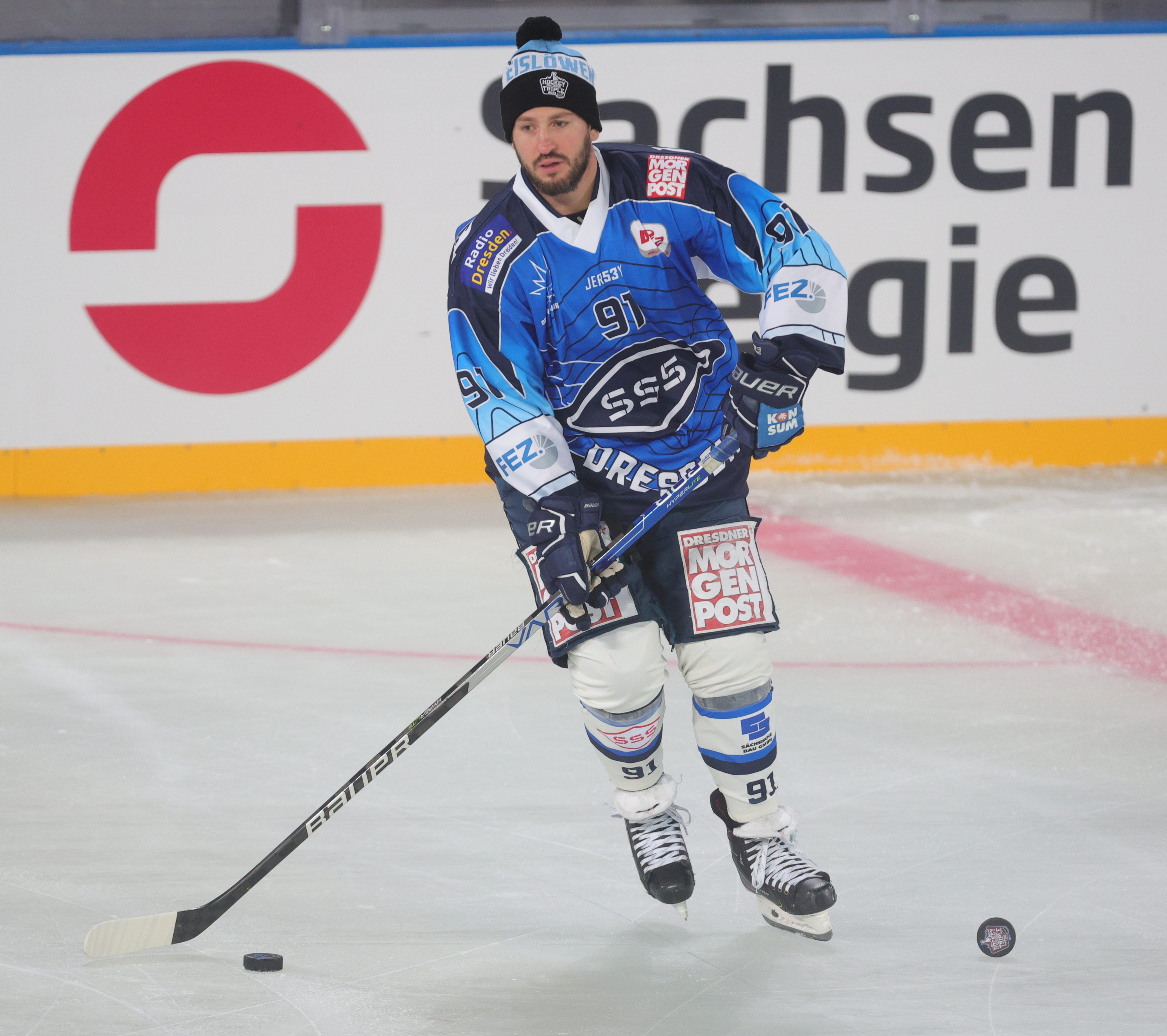
Turnbull im Trikot der Dresdner Eislöwen (2024)

Im April 2009 erhielt er einen Einstiegsvertrag bei den Buffalo Sabres aus der National Hockey League (NHL), die ihn zunächst in den folgenden zwei Spielzeiten beim Farmteam Portland Pirates in der American Hockey League (AHL) einsetzen. Obwohl der US-Amerikaner in der Saison 2010/11 aufgrund einer Schulterverletzung lediglich 20 Partien in der AHL absolvieren konnte, verlängerte das Organisation der Sabres seinen Vertrag im Sommer 2011 um ein weiteres Jahr. Auch das folgende Jahr verbrachte der Angreifer überwiegend in der AHL beim neuen Farmteam Rochester Americans, kam jedoch im Laufe der Saison zu seinem Debüt für Buffalo in der höchsten Spielklasse Nordamerikas. Im März 2012 gelang Turnbull im Spiel gegen die New York Rangers sein erstes und bislang einziges NHL-Tor.
Nachdem Turnbull im Sommer 2012 keine Angebote aus der NHL erhalten hatte, wechselte er vor Beginn der Saison 2012/13 zur Düsseldorfer EG in die Deutsche Eishockey Liga (DEL) als Ersatz für den verletzten Colin Long. Nach einer Spielzeit bei der DEG wechselte der Rechtsschütze im Mai 2013 innerhalb der Liga zum ERC Ingolstadt. Dort überzeugte Turnbull in seiner Rolle als zweikampfstarker und variabler Zwei-Wege-Stürmer und hatte mit acht Treffern sowie acht Vorlagen in 19 Playoff-Spielen einen maßgebliche Anteil am Gewinn des Deutschen Meistertitels seiner Mannschaft. Nach diesem Erfolg kehrte er im Sommer 2014 zur Düsseldorfer EG zurück und unterschrieb dort einen Zweijahresvertrag. Im Dezember 2015 ließ Turnbull seinen Vertrag bei der DEG auf eigenen Wunsch auflösen und begründete dies mit einem Wechselvorhaben ins Ausland. Einen Tag später wurde bekannt, dass der Angreifer für den Rest der Saison 2015/16 bei Färjestad BK in der Svenska Hockeyligan (SHL) spielt.
Im April 2016 unterzeichnete Turnbull einen Vertrag bei den Kölner Haien aus der DEL. Nach der Saison 2016/17 löste Turnbull seinen bis 2018 laufenden Vertrag in Köln auf und wechselte zu den Iserlohn Roosters. Im April 2019 gaben die Straubing Tigers die Verpflichtung des Rechtsschützen für die Saison 2019/20 bekannt. Nach dem Ende der Saison 2019/20 nahmen die Schwenninger Wild Wings Turnbull unter Vertrag und dieser erzielte in 84 Partien 24 Tore und 15 Vorlagen für die Wild Wings. Im Mai 2022 kehrte Turnbull für eine Saison zu den Straubing Tigers zurück und beendete im Anschluss an die Spielzeit im Alter von 36 Jahren seine aktive Karriere zunächst. Bereits im Januar 2024 gab er im Trikot der Dresdner Eislöwen aus der DEL2 sein Comeback und erhielt umgehend das Kapitänsamt von David Suvanto. Im Frühjahr 2025 gelang Turnbull mit den Eislöwen der Gewinn der Meisterschaft der DEL2, der gleichbedeutend mit dem Aufstieg in die DEL war.

## Erfolge und Auszeichnungen
- 2008 Mason-Cup-Gewinn mit der University of Michigan
- 2014 Deutscher Meister mit dem ERC Ingolstadt
- 2025 DEL2-Meister und Aufstieg in die DEL mit den Dresdner Eislöwen

## Karrierestatistik
Stand: Ende der Saison 2024/25
(Legende zur Spielerstatistik: Sp oder GP = absolvierte Spiele; T oder G = erzielte Tore; V oder A = erzielte Assists; Pkt oder Pts = erzielte Scorerpunkte; SM oder PIM = erhaltene Strafminuten; +/− = Plus/Minus-Bilanz; PP = erzielte Überzahltore; SH = erzielte Unterzahltore; GW = erzielte Siegtore; 1 Play-downs/Relegation; Kursiv: Statistik nicht vollständig)